# Rosa 'Pernille Poulsen'
'Pernille Poulsen' (el nombre del obtentor registrado de 'Pernille Poulsen'® ), es un cultivar de rosa que fue conseguido en Dinamarca en 1965 por el rosalista danés Poulsen.

## Descripción
'Pernille Poulsen' es una rosa moderna cultivar del grupo Floribunda.
El cultivar procede del cruce de parentales 'Ma Perkins' × 'Columbine'.
Las formas arbustivas del cultivar tienen porte erguido y alcanza más de 65 cm de alto. Las hojas son de color verde oscuro y semibrillante.
Sus delicadas flores de color rosa intenso. Fragancia fuerte. Rosa de diámetro mediano de 2". La flor con forma amplia, doble de 17 a 25 pétalos. En pequeños grupos, capullos altos centrados, floración en forma de copa. 
Florece en oleadas a lo largo de la temporada. Primavera o verano son las épocas de máxima floración, si se le hacen podas más tarde tiene después floraciones dispersas.

## Origen
El cultivar fue desarrollado en Dinamarca por el prolífico rosalista danés Poulsen, en 1965. 'Pernille Poulsen' es una rosa híbrida diploide con ascendentes parentales 'Ma Perkins' × 'Columbine'.
El obtentor fue registrado bajo el nombre cultivar de 'Pernille Poulsen'® por Poulsen en 1965 y se le dio el nombre comercial de exhibición 'Pernille Poulsen'™.
También se le reconoce por los sinónimos de 'Poulper'.
La rosa fue conseguida por hibridación por "Niels Dines Poulsen" en Dinamarca antes de 1965, e introducida en el mercado danés en 1965 por Poulsen Roser A/S como 'Pernille Poulsen'.
Introducida en Irlanda como 'Pernille Poulsen' en 1965 por "Samuel McGredy and Son, Nurserymen (Ireland)".

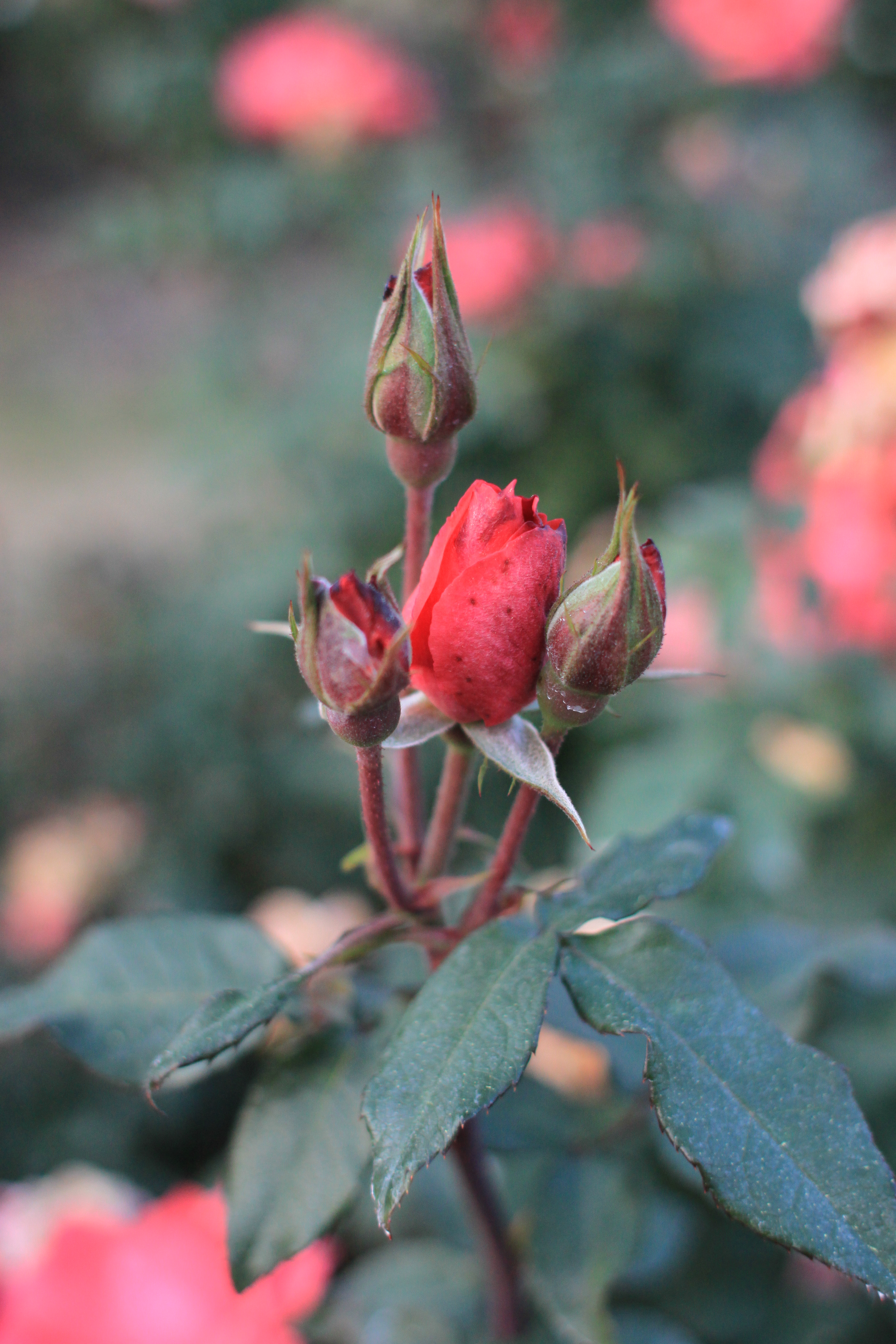
Capullos de 'Pernille Poulsen'
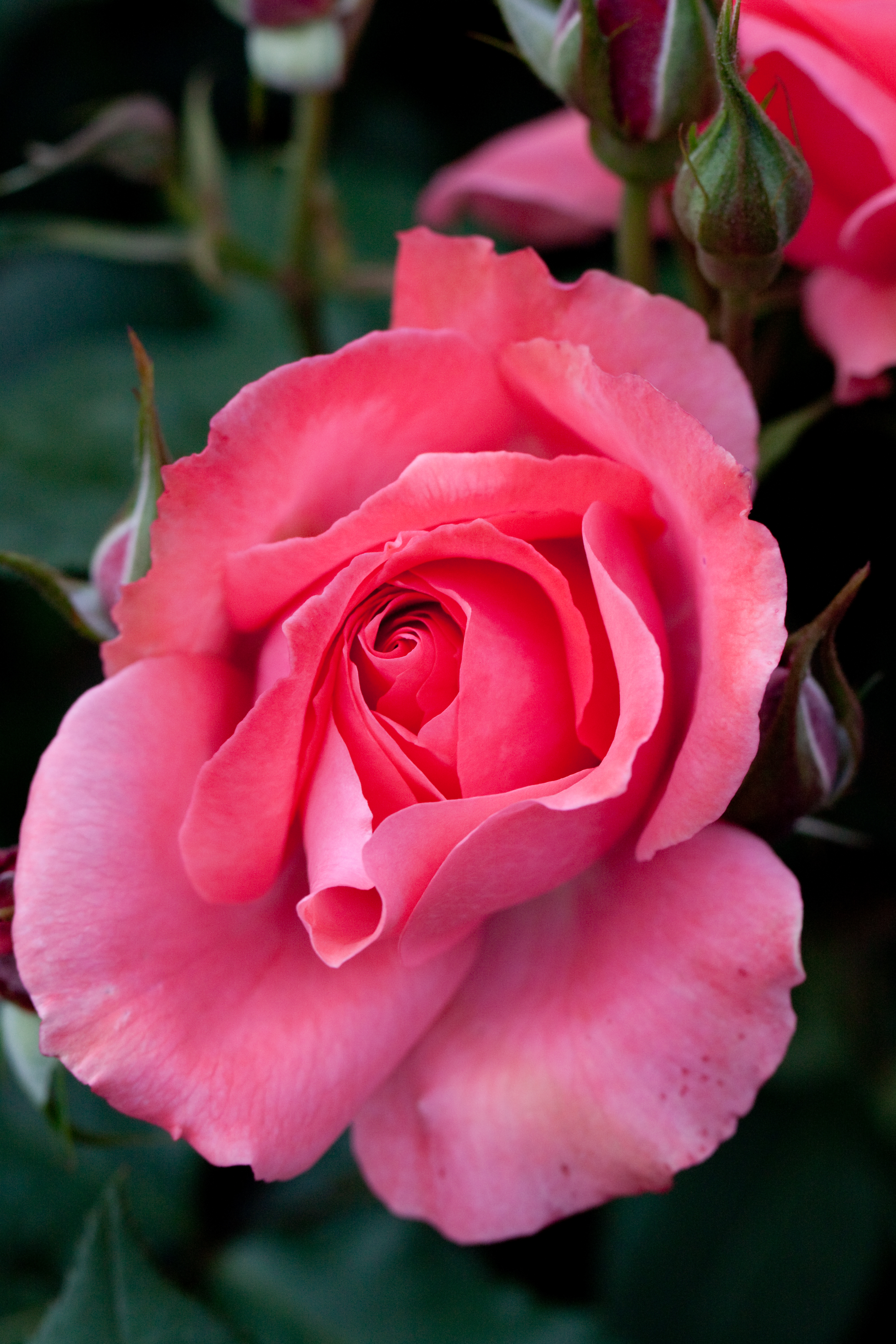
'Pernille Poulsen'
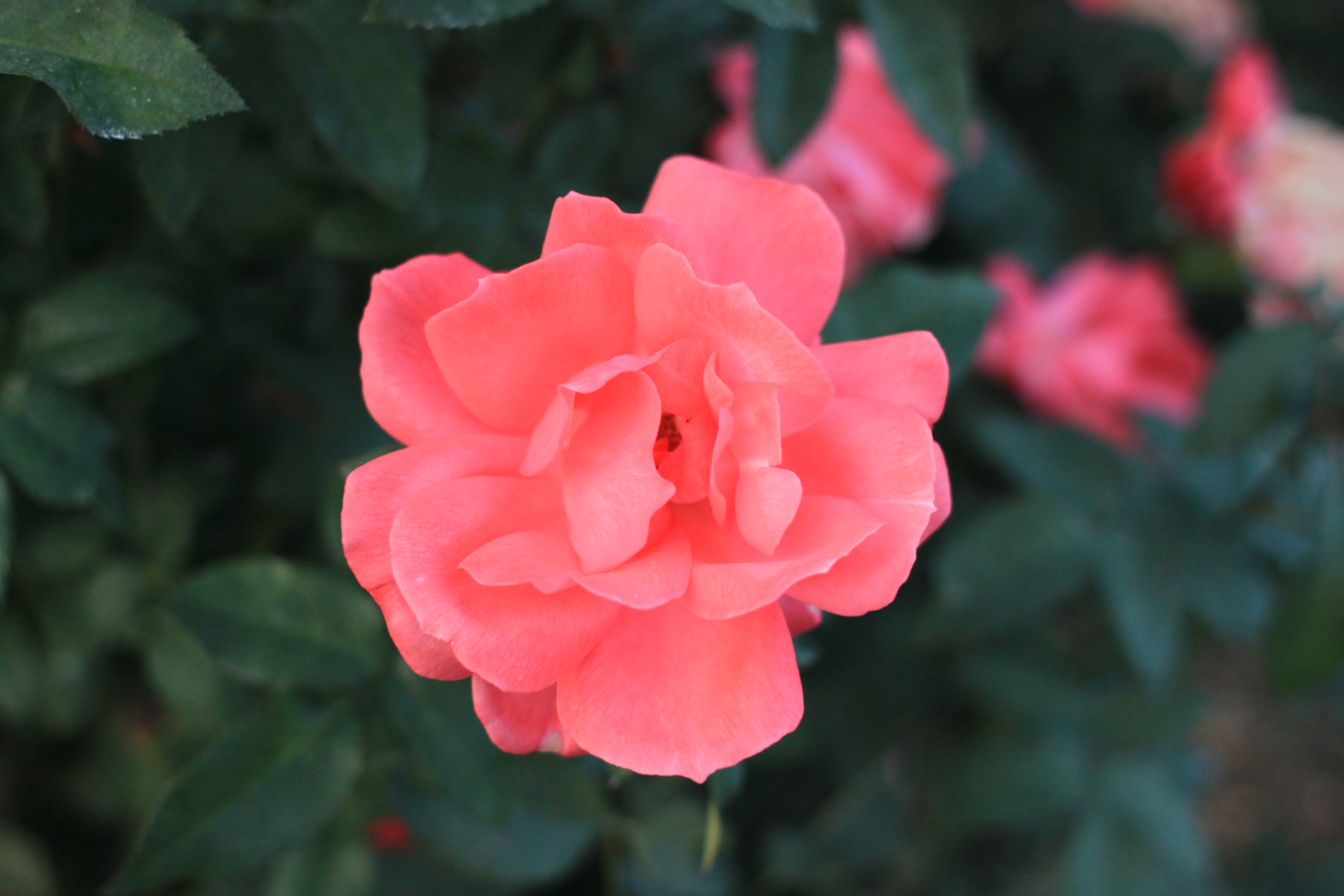
'Pernille Poulsen'

## Cultivo
Aunque las plantas están generalmente libres de enfermedades, es posible que sufran de punto negro en climas más húmedos o en situaciones donde la circulación de aire es limitada.
Las plantas toleran la sombra, a pesar de que se desarrollan mejor a pleno sol. En América del Norte son capaces de ser cultivadas en USDA Hardiness Zones 6b a 9b. La resistencia y la popularidad de la variedad han visto generalizado su uso en cultivos en todo el mundo.
Puede ser utilizado para las flores cortadas, o lechos de jardín. Vigorosa. En la poda de Primavera es conveniente retirar las cañas viejas y madera muerta o enferma y recortar cañas que se cruzan. En climas más cálidos, recortar las cañas que quedan en alrededor de un tercio. En las zonas más frías, probablemente hay que podar un poco más que eso. Requiere protección contra la congelación de las heladas invernales.

## Obtentoresyvariedadesderivadas
Debido a las características deseables de la rosa 'Pernille Poulsen', se ha utilizado como ascendente parental en cruces con otras variedades para conseguir híbridos obtentores de nuevas rosas, así:

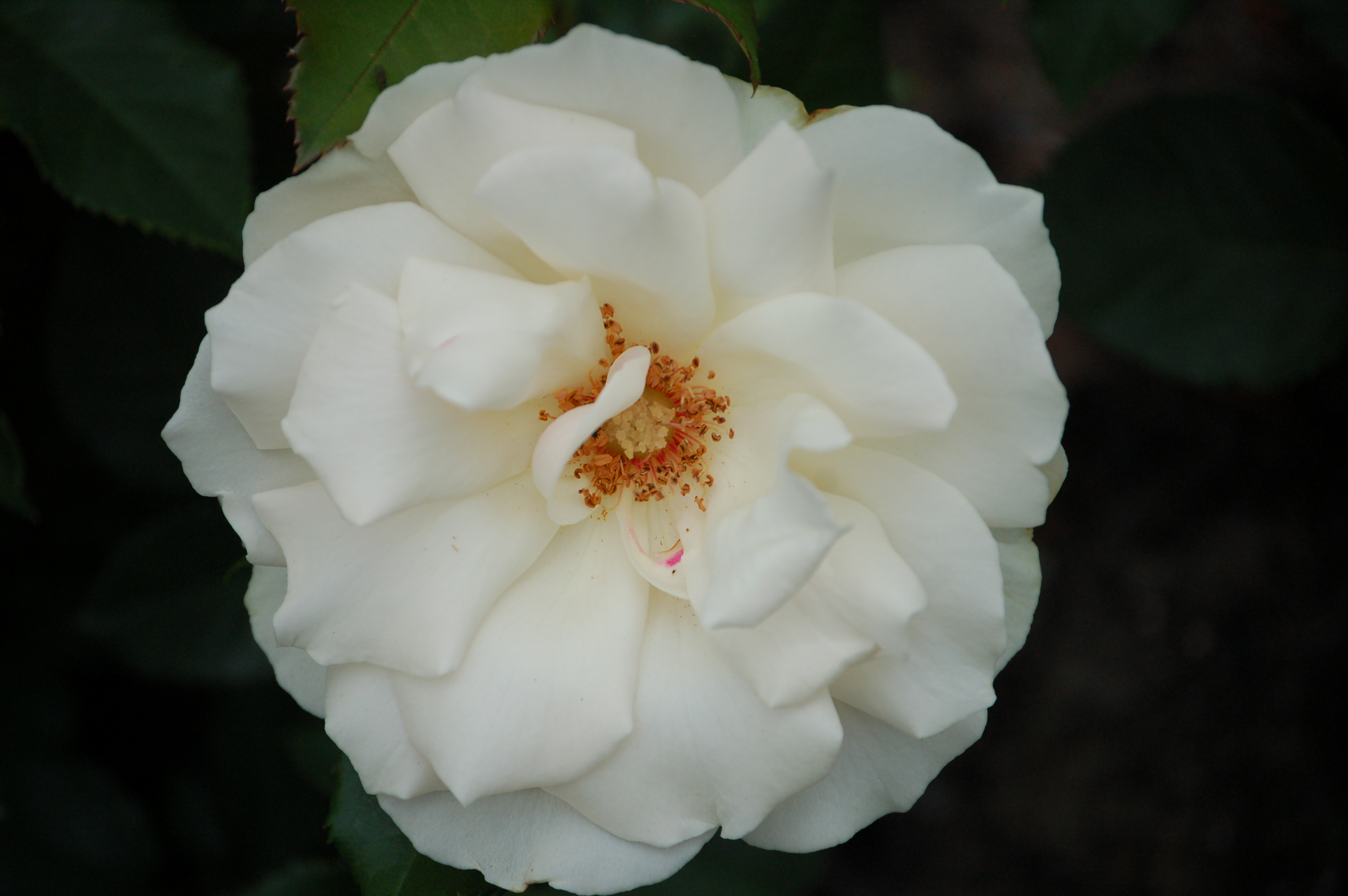
'Snowline', Poulsen 1970. 'Pernille Poulsen'® x 'White Jewel'.
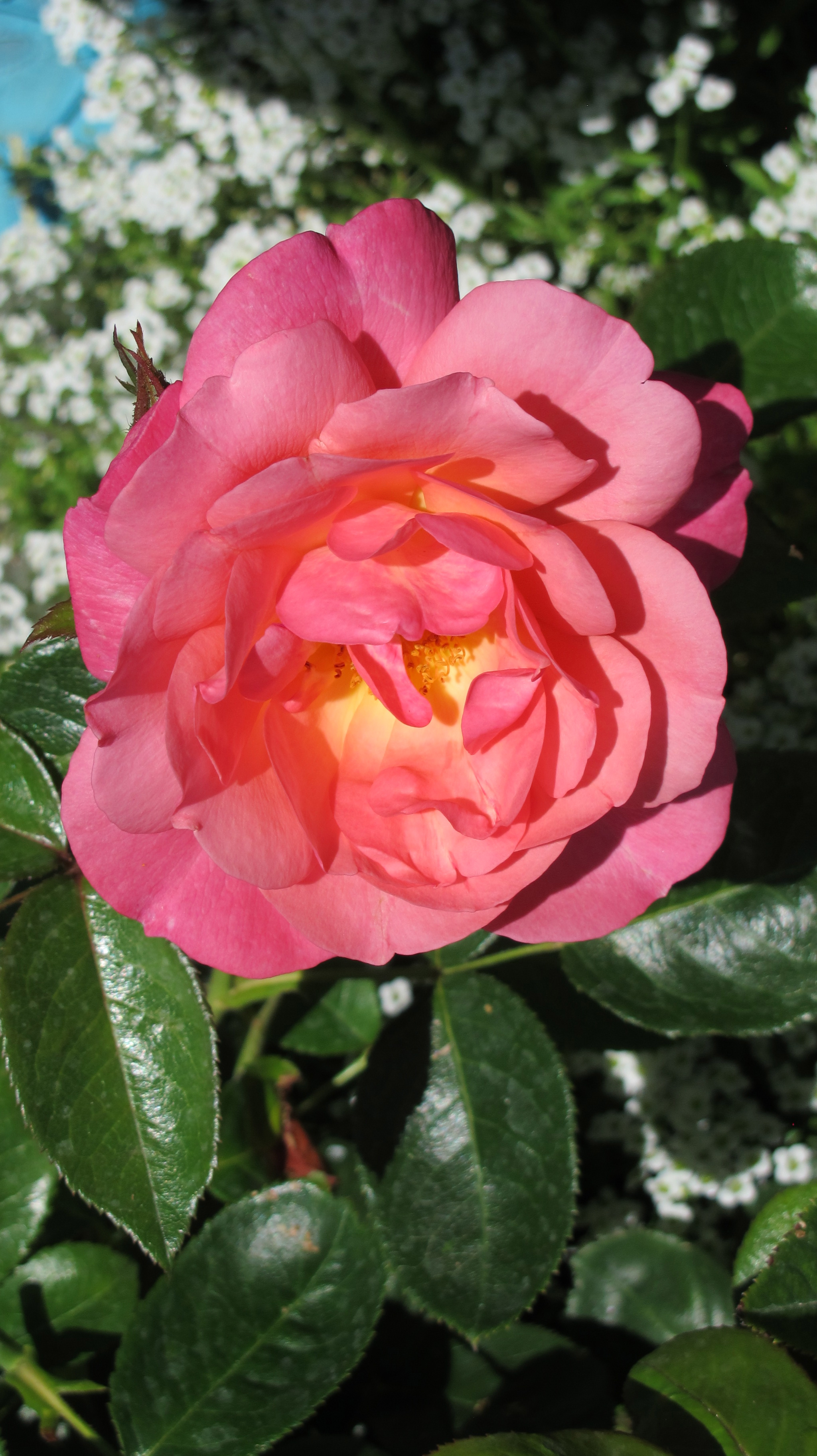
'Eyecatcher', Cants of Colchester 1976.  'White Jewel' x 'Pernille Poulsen'®.